# Bobbitt-Salz
Das Bobbitt-Salz ist eine Oxoammonium-Verbindung, ein Derivat von 4-Acetamido-2,2,6,6-tetramethylpiperidin.  Es enthält ein Tetrafluoroborat-Anion und ist benannt nach seinem Entdecker, dem US-amerikanischen Chemiker  James M. Bobbitt (1930–2021).
Es ist ein kostengünstigeres Analogon des N-Oxoammonium-Salzes, das sich von TEMPO ableitet. Das Bobbitt-Salz 1 wird vor allem als recyclierbares stöchiometrisches Oxidationsmittel benutzt:
So werden primäre Alkohole zu Aldehyden (R1 oder R2 = H) oxidiert, aus sekundären Alkoholen entstehen dabei Ketone  (R1, R2 = Alkyl, Aryl). Zugleich wird 1 dabei reduziert.